# The Sceptre of Deception
The Sceptre of Deception è il terzo album su CD del gruppo Falconer, il primo con il vocalist Kristoffer Göbel ed anche il primo a prevedere una formazione completa. Vi è una bonus track nella versione Giapponese dell'album intitolata The Gate. Questa canzone non fa parte del concept dell'album.

## Tracce
1. The Coronation – 4:38
2. The Trail of Flames – 5:22
3. Under the Sword – 3:44
4. Night of Infamy – 6:00
5. Hooves Over Northland – 4:09
6. Pledge for Freedom – 3:50
7. Ravenhair – 5:04
8. The Sceptre of Deception – 7:59
9. Hear Me Pray – 4:23
10. Child of Innocence – 0:57

## Formazione

### Gruppo
- Kristoffer Göbel - voce
- Stefan Weinerhall - chitarra
- Anders Johansson - chitarra
- Peder Johansson - basso
- Karsten Larsson - batteria

### Altri musicisti
- Johannes Nyberg - tastiere
- Mathias Blad - voce e coro
- Nicklas Olsson - voce
- Elina Ryd - coro
- Elisa Ryd - coro